# Илия Караджов (революционер)
Илия Ян. Караджов е български революционер, четник, деец на Вътрешната македоно-одринска революционна организация.

## Биография
Илия Караджов е роден в 1871 година в Кавадарци, тогава в Османската империя, днес в Северна Македония. Влиза във ВМОРО, през 1904 година е четник при Стефан Димитров, а през 1906 година при Добри Даскалов. По случай 15-ата годишнина от Илинденско-Преображенското въстание за заслуги към постигане на българския идеал в Македония през Първата световна война в 1918 година, е награден с орден „Свети Александър“.